# الجدول الزمني للصراع الإسرائيلي الفلسطيني في عام 2014
الجدول الزمني للصراع الإسرائيلي الفلسطيني في عام 2014 هذه قائمة بالحوادث الفردية والتفاصيل الإحصائية لحوادث العنف بين إسرائيل والفصائل الفلسطينية المنشقة في عام 2014 كجزء من الصراع الإسرائيلي الفلسطيني.
ملخص
قُتل 2314 فلسطينياً وجُرح 17125 آخرون نتيجة العمليات الإسرائيلية في عام 2014، وهو ارتفاع عن 39 حالة وفاة و3964 إصابة في العام السابق، وفقاً لمكتب الأمم المتحدة لتنسيق الشؤون الإنسانية، وفي الفترة ذاتها، قُتل 87 إسرائيلياً، وجُرح 2629 آخرون. ووقعت أغلب الإصابات خلال حرب غزة، لكن 58 فلسطينياً قتلوا وأصيب 6028 في الضفة الغربية، وهو أعلى رقم منذ عام 2007. وأسفرت الهجمات الفلسطينية على الإسرائيليين، وخاصة المستوطنين، وقوات الأمن عن مقتل 12 شخصاً، مقارنة بأربعة أشخاص في العام السابق. في عام 2014، هدمت الإدارة العسكرية الإسرائيلية في الضفة الغربية 493 مبنى ومنزلاً تعود ملكيتها لـ 969 فلسطينياً؛ و97 مبنى في القدس الشرقية؛ ومنازل 208 فلسطينيين في القدس الشرقية؛ بمعدل 9 مبان فلسطينية أسبوعياً.
بحسب تقرير الولايات المتحدة عن حقوق الإنسان لهذا العام، فإن أخطر انتهاكات حقوق الإنسان في الأراضي المحتلة من قبل جهات متعددة كانت تتمثل في الاستخدام المفرط للقوة ضد المدنيين، بما في ذلك القتل؛ والاعتقال التعسفي وما يرتبط به من تعذيب وإساءة معاملة، في كثير من الأحيان مع الإفلات من العقاب. "ويشير التقرير أيضاً إلى أن المعتقلين الفلسطينيين تعرضوا لانتهاكات، وخاصة أثناء الاعتقال والإستجواب، وتمت مصادرة الممتلكات أو هدمها، وتم فرض قيود على حرية التعبير والتجمع وتكوين الجمعيات. بالإضافة إلى ذلك، تم فرض قيود صارمة على حرية الحركة الداخلية والخارجية للفلسطينيين.

### يناير 2014
في يناير/كانون الثاني 2014، قتلت القوات الإسرائيلية ستة فلسطينيين (اثنان في غزة؛ وأربعة في الضفة الغربية)، خمسة منهم مدنيون. وأصيب 219 فلسطينياً، منهم 216 مدنياً و43 طفلاً (41 في غزة ، و178 في الضفة الغربية ). ولم تقع أية وفيات إسرائيلية خلال الفترة ذاتها، بينما أصيب تسعة أشخاص، من بينهم ثمانية إصابات. قُتل إثنان، أحدهما يبلغ من العمر 16 عامًا، برصاص قوات الاحتلال الإسرائيلي، دون سابق إنذار، بسبب اقترابهما من محيط الحدود. أصيب 22 مواطنا فلسطينيا، منهم 16 بالرصاص الحي، خلال مواجهات مع قوات الاحتلال شرق جباليا. وكانت الاحتجاجات مرتبطة بالقيود الإسرائيلية المفروضة على الوصول إلى الأراضي.
ووقع 29 هجوما من قبل المستوطنين الإسرائيليين على الفلسطينيين في الأراضي المحتلة، مما أدى إلى إصابة ثمانية فلسطينيين، وتخريب ما يقرب من 1000 شجرة وثمانية عشر مركبة. وكانت أعمال العنف التي ارتكبها المستوطنون من بؤر يتسهار وبراخا وشيلو في محافظة نابلس ملحوظة بشكل خاص.
قد أدت سبع اشتباكات بين أطفال المدارس وقوات جيش الدفاع الإسرائيلي المنتشرة بالقرب من المدارس الفلسطينية، والتي تضمنت إلقاء الحجارة بالقرب من مداخل المدارس، إلى ردود فعل عسكرية باستخدام الغاز المسيل للدموع والرصاص المعدني المغلف بالمطاط، وتم تسجيل اعتقالات للأطفال في أوائل يناير، وخاصة بالقرب من مدرسة الخضر في بيت لحم .  هدمت قوات الاحتلال الإسرائيلي 106 بنايات فلسطينية في الضفة الغربية، وتسببت في تهجير 183 فلسطينيا. خلال 434 عملية تفتيش في الضفة الغربية، تم اعتقال 491 فلسطينيًا.  في 31 يناير، أدت الغارات الجوية، معظمها في بيت لاهيا ، إلى مقتل ما يقرب من 1200 رأس من الماشية في المزارع في غزة، بما في ذلك 150 رأسًا من الماشية، و400 أرنب، و600 حمامة، و60 دجاجة، بينما ألحقت أضرارًا بخمسة منازل، ومدرستين، ومركز تعليمي، ومكتب.
- في 3 كانون الثاني/يناير 2014، أطلقت قوات الاحتلال الإسرائيلي النار على عدنان جميل شحدة أبو خاطر (16 عاماً) من جباليا، بزعم محاولته تخريب السياج الحدودي. توفي في وقت لاحق من ذلك اليوم. وذكرت منظمة بتسيلم أن أبو خاطر لم يشارك في الأعمال العدائية.[9]
- في 22 يناير 2014، قُتل اثنان من سكان غزة في غارة جوية: قُتل محمد يوسف أحمد الزعانين (23 عامًا) من بيت حانون، وهو غير محارب. أحمد الزعانين (21 عاماً)، عضو في الجناح العسكري للجبهة الشعبية لتحرير فلسطين، هو الهدف الذي تم اغتياله بنيران صاروخية من سلاح الجو الإسرائيلي. وكان كلاهما يجلسان خارج منزل الأخير عندما قُتلا.
- في 24 يناير/كانون الثاني 2014، قُتل بلال سمير أحمد عويضة (19 عامًا) من بيت لاهيا، وهو غير مقاتل، برصاصة في صدره أطلقها جيش الاحتلال الإسرائيلي في السيفا، بعد أن سار على بعد أمتار قليلة من سياج الحدود مع أصدقائه.[10][11]
- في يوم 29/1/2014، قُتل محمد محمود مبارك (20 عاماً) من مخيم الجلزون للاجئين برصاص قوات الاحتلال الإسرائيلي بالقرب من عين سينيا. تقول التقارير الإسرائيلية إنه أطلق النار على برج عسكري بالقرب من مستوطنة عوفرا الإسرائيلية. أفاد شهود عيان فلسطينيون أن الشاب كان يعمل في مشروع الوكالة الأميركية للتنمية الدولية لإعادة رصف الطريق الرئيسي في عين سينيا، وكان يعمل في وقت سابق في تنظيم حركة المرور. وصل الجنود وأجبروه على خلع ملابسه، ثم ارتداها مرة أخرى، وأمروه بالسير، ثم أطلقوا النار عليه ومنعوا وصول المسعفين وسيارة الإسعاف لمساعدته.[12]

### فبراير 2014
قُتل ثلاثة مدنيين فلسطينيين (اثنان في غزة وواحد في الضفة الغربية) برصاص القوات الإسرائيلية، بينما أصيب 221 شخصاً، منهم 219 مدنياً و53 طفلاً (40 في غزة و181 في الضفة الغربية). وفي الفترة ذاتها، لم يُقتل أي إسرائيلي، بينما أصيب ستة، منهم خمسة مدنيين. تم تسجيل ثلاثة وعشرين حادثة متعلقة بالمستوطنين، وسبعة عشر حادثة أدت إلى إصابة شخص، وسبعة عشر حادثة أدت إلى إلحاق أضرار بممتلكات فلسطينية. وأصيب ثلاثة مستوطنين، ولحقت أضرار بمستوطنة واحدة. على مدى شهري يناير/كانون الثاني وفبراير/شباط، نفذت القوات الجوية الإسرائيلية 23 غارة جوية على قطاع غزة، معظمها على مواقع عسكرية فوق مدينة غزة وبيت حانون وبيت لاهيا، ردا على إطلاق قذائف الهاون والصواريخ. وكان هذا العدد أكبر بضربة واحدة من إجمالي عدد هذه الضربات خلال عام 2013. وشملت ثلاث من هذه الهجمات غارات جوية مستهدفة، مما أسفر عن مقتل أحد المسلحين المزعومين وإصابة اثنين آخرين، بالإضافة إلى مقتل أحد المارة المدنيين في أضرار جانبية، وثلاثة مدنيين، بما في ذلك صبي يبلغ من العمر أحد عشر عامًا. خلال الفترة من يناير/كانون الثاني إلى فبراير/شباط، قُتل خمسة مدنيين وجُرح 79 آخرون في عمليات جيش الدفاع الإسرائيلي في قطاع غزة، بما في ذلك أربعة أطفال، كما أصيب ثلاثة آخرون بجروح مرتبطة بالغارات الجوية. هدمت الحكومة الإسرائيلية 17 مسكناً فلسطينياً، منها تسعة مساكن في القدس. وأجرت قوات الدفاع الإسرائيلية 236 عملية تفتيش في الضفة الغربية، وتم اعتقال 295 فلسطينيًا.
- في 13 فبراير/شباط 2014، قُتل إبراهيم سلمان محمد منصور (35 عاماً) من مدينة غزة، وهو غير مقاتل، برصاصة في الرأس من برج عسكري إسرائيلي أثناء جمعه الحصى من مسافة تتراوح بين 100 إلى عدة مئات من الأمتار من سياج الحدود بين غزة وإسرائيل. وزعمت مصادر إسرائيلية أنه كان يتلاعب بالسياج. وأصيب فلسطيني آخر في الحادث. يقول الناجون أنه لم يتم إعطاء أي تحذير.[13][14][15]
- في 27 فبراير 2014، قُتل معتز عبد الرحيم أحمد وشاحة (26 عامًا) من بير زيت برصاصة رشاشة (45 رصاصة) من مسافة قريبة[16] في منزله عندما رفض أن يتم اعتقاله من قبل قوات الأمن الإسرائيلية، للاشتباه في أنه إرهابي. وقال فلسطينيون إن وشاشا أطلق النار في وقت سابق على جسر بين بير زيت ومستوطنة إسرائيلية غير قانونية يشاع أنها تحتوي على كاميرات مراقبة، لكنه لم يستهدف أحدا. وتعرض منزل العائلة للقصف، وقتل عندما اقتحمته القوات الإسرائيلية. وأفاد سكان محليون أنه تم اعتقال شقيقيه بعد أن تم ربط أيديهما خلف ظهريهما وكسر أرجلهما وأذرعهما بالحجارة. ورد الجنود بإطلاق الغاز المسيل للدموع والرصاص الحي والمطاطي. خلال العملية، أصيب رجل برصاصة مطاطية أثناء محاولته إطفاء حريق في سيارته عندما ألقت قوات الاحتلال قنبلة صوتية عليها، كما تم إطلاق النار على كاميرا من يد طالبة في جامعة بيرزيت أثناء التقاطها صوراً للمشهد، مما تسبب في تلف أعصاب أصابعها، كما أصيب شاب يبلغ من العمر 18 عاماً يدعى ماجد الحموري برصاصة في ساقه.[17]
- في يوم 28 فبراير 2014، تم إطلاق النار على آمنة عطية محمود قديح (58 عاماً) من خزاعة، وهي امرأة مضطربة نفسياً، من برج عسكري إسرائيلي أثناء تواجدها في محيط حدود غزة. وذكرت التقارير أنها فقدت طريقها بعد حفل زفاف في مكان قريب. تم العثور عليها من قبل أقاربها في اليوم التالي، وتم نقلها إلى المستشفى، حيث توفيت في الأول من مارس.

### مارس 2014
قُتل أحد عشر فلسطينياً (بينهم سبعة مدنيين) وأصيب 236 آخرون (17 في غزة، و219 في الضفة الغربية)، من بينهم 234 مدنياً، و68 طفلاً، في اشتباكات مع القوات الإسرائيلية في مارس/آذار 2014. ولم تقع إصابات في صفوف الإسرائيليين، بينما أصيب خمسة جنود. وأصيب تسعة فلسطينيين في هجمات للمستوطنين، وتضرر 24 ممتلكات فلسطينية، مقابل حادث واحد تعرضت فيه ممتلكات المستوطنين للضرر. أصيب أحد عشر مواطناً آخرين من سكان قطاع غزة، جراء انفجار ذخيرة عسكرية. شهدت منطقة شمال غور الأردن هذا الشهر أنشطة استيطانية جديدة على أراضٍ يُزعم أنها ملكيات خاصة فلسطينية. خمسة عشر دونمًا من الأراضي الفلسطينية الخاصة، التي أُعلنت للاستخدام العسكري الإسرائيلي في التسعينيات وتقع بجوار مستوطنة روعي ؛ بدأ مستوطن إسرائيلي بزراعة خمسين دونمًا من الأراضي الفلسطينية التي سيجها في خان الأحمر شرقي القدس، بين مستوطنات معاليه أدوميم وكفار أدوميم وأناتوت.
في الربع الأول من عام 2014، سجلت منظمة اليونيسيف ستة عشر اشتباكاً، شملت عمليات تفتيش واعتقال إسرائيلية ودخولاً قسرياً إلى المدارس، مما أسفر عن إصابات بسبب الغاز المسيل للدموع وإلحاق أضرار بممتلكات المدرسة.
- في 3 مارس 2014، قُتل شريف يوسف أحمد ناصر (21 عامًا) ومصعب موسى صابر الزعانين (21 عامًا)، وكلاهما من بيت حانون، عندما أصابهما صاروخ من سلاح الجو الإسرائيلي.
- في 10 مارس/آذار 2014، قُتل رائد علاء الدين نافع زعيتر (38 عاماً)، وهو قاضٍ أردني فلسطيني حاصل على درجة الدكتوراه في القانون الدولي، بالرصاص على الرغم من أنه لم يكن مسلحاً، على يد جنود جيش الدفاع الإسرائيلي عند معبر جسر اللنبي، بعد أن تشاجر مع جندي ودفعه. وزعم مسؤولون إسرائيليون أنه حاول الاستيلاء على بندقية. وزعم أيضًا أنه كان إرهابيًا، وكان يصرخ " الله أكبر " وهو يمسك بعمود معدني، ثم حاول خنق جندي. ونفى شهود عيان هذه الرواية، وقالوا إن زعيتر كان يدخن سيجارة عندما دفعه أحد حرس الحدود وطلب منه عدم التعرض له بالإهانة. أطلق الجندي النار عليه أثناء الشجار، فقتله آخر. اعتذرت الحكومة الإسرائيلية لاحقًا. [18][19][20] وبحسب تحقيق أجرته مؤسسة الحق استناداً إلى إفادات، فقد تم دفع زعيتر بسبب تأخره عن ركوب الحافلة، وقام بدفع الجندي إلى الخلف، مما أدى إلى نشوب شجار. وصل جنود آخرون، فدفعوه إلى الأرض، وبدأ بالصراخ احتجاجًا على سوء معاملته بينما كان يسير نحو الجنود، ويلوح بذراعيه. على مسافة أربعة ياردات، تم إطلاق النار عليه مرة واحدة، ثم تم إطلاق النار عليه مرة أخرى ثلاث مرات.[21]
- في يوم 10 مارس/آذار 2014، توفي ساجي صايل محمد جرابعة (20 عاماً) من بيتين متأثراً بجراحه التي أصيب بها برصاصة في الرأس عندما تعرض لكمين نصبه له جنود جيش الاحتلال الإسرائيلي بالقرب من الطريق رقم 60. وتقول مصادر إسرائيلية إنه كان يلقي الحجارة في وقت سابق.
- في يوم 11 مارس 2014، قُتل كل من شاهر حمودة محمود أبو شنب (23)، وعبد الشافي صالح محمود أبو معمر (33)، وإسماعيل حامد عبد أبو جدعان (22)، جميعهم من مسلحي الجهاد الإسلامي من أم النصر في محافظة رفح، بصاروخ من سلاح الجو الإسرائيلي أثناء إطلاق قذائف الهاون.
- في 19 مارس/آذار، قُتل يوسف الشوامرة (14 عاماً) من دير العسل الفوقة في محافظة الخليل، بالرصاص بعد أن نصب له جنود جيش الدفاع الإسرائيلي كميناً أثناء تسلله هو وصديقان له عبر فجوة في الجدار الفاصل لجمع نبات الشوك الصالح للأكل من أرض العائلة التي يمنعهم الجدار من الوصول إليها.[22]
- في يوم 22 مارس 2014، قُتل يزن محمود باسم جبارين (19 عاماً)، أحد أعضاء كتائب شهداء الأقصى التابعة لحركة فتح، من مخيم جنين للاجئين، بالرصاص أثناء إلقائه زجاجة حارقة على أفراد الأمن الإسرائيلي خلال اشتباك بين لاجئي المخيم وقوات الاحتلال التي داهمت المخيم لاعتقال حمزة جمال عبد السلام أبو الهيجاء (21 عاماً)، أحد أعضاء كتائب القسام التابعة لحماس. رفض أبو الهيجاء الاستسلام، فتم إطلاق قذائف مضادة للدبابات على منزله. وتبادل أبو الهيجاء إطلاق النار، وأطلق صاروخ على منزله، وتم إطلاق النار عليه خارج المنزل وقتله. كما قُتل شخص ثالث وهو محمد عمر صالح أبو زينة (21 عاماً) أحد أعضاء سرايا القدس التابعة لحركة الجهاد الإسلامي بالرصاص أثناء حمله جثمان الهيجاء.[23][24]

اشتكى القادة الفلسطينيون الغاضبون من أن هذه الوفيات رفعت عدد الفلسطينيين الذين قتلهم جيش الاحتلال الإسرائيلي إلى ستين شخصًا منذ بدء محادثات السلام الإسرائيلية الفلسطينية برعاية الولايات المتحدة في منتصف عام 2013.

### أبريل 2014
أصيب 284 فلسطينيا (من بينهم 281 مدنيا، 92 منهم أطفال) في اشتباكات مع قوات الاحتلال الإسرائيلي. قُتل مستوطن إسرائيلي على يد فلسطينيين بالقرب من الخليل. وأصيب خمسة عشر إسرائيليا، بينهم ستة مدنيين. تم اعتقال 196 طفلاً فلسطينياً خلال شهر أبريل/نيسان، كما تم تهجير 90 طفلاً بسبب عمليات هدم المنازل، والتي شملت هذا الشهر 87 عملية هدم في المنطقة (ج). وتم بناء العديد من المباني التي تم هدمها بأموال من مانحين أجانب. في 6 أبريل، أعلنت الإدارة المدنية الإسرائيلية 1000 دونم من الأراضي في المنطقة (ج) في محافظة بيت لحم ، باعتبارها ممتلكات حكومية إسرائيلية، مما يمنع الفلسطينيين من الوصول إلى المنطقة.
قد وقعت غالبية عمليات الهدم البالغ عددها 87 عملية هذا الشهر في المنطقة (ج)، وثلثها في وادي الأردن، وتأثرت ثلاث تجمعات بدوية بعدد منها: الجوانة، وحمصة البقيعة، وتل الخشبة، وتجمع جبل البابا. وأدى ذلك إلى تشريد 171 شخصًا، نصفهم من الأطفال. تم هدم أربعة مبانٍ فلسطينية في القدس الشرقية، مما أدى إلى نزوح ثمانية أشخاص.

### مايو 2014
في شهر مايو/أيار، قُتل فلسطينيان في الضفة الغربية، وأصيب 266 آخرون، منهم 246 مدنياً، عشرون منهم في قطاع غزة. وثقت أوتشا ما مجموعه 27 حادثة تتعلق بالعنف الذي يمارسه المستوطنون في الضفة الغربية. أصيب 13 فلسطينيا، بينهم ثمانية أطفال، في مواجهات مع المستوطنين أو نتيجة استخدام قوات الاحتلال الإسرائيلي للذخيرة الحية بين الطرفين. ولم تقع إصابات قاتلة في صفوف الإسرائيليين، لكن 68 شخصا أصيبوا، منهم 28 مدنيا. تم اقتلاع ما لا يقل عن 355 شجرة، معظمها من أشجار الزيتون، من قبل المستوطنين. وقعت خمس اعتداءات للمستوطنين في محيط مستوطنة "بات عاين" بمحافظة بيت لحم. في 15 مايو 2014، قام المستوطنون بقطع خمسين شجرة عنب وخمس أشجار زيتون تابعة لعائلة من بيت أمر.
- في الأول من مايو/أيار 2014، قُتلت شيلي دادون (19 عامًا) من العفولة على يد سائق سيارة أجرة فلسطيني، حسين يوسف خليفة (34 عامًا).[29]
- في 5 مايو 2014، تم رسم صليب معقوف كبير على قبر حاخام عاش في الجليل في القرنين الأول والثاني.[30]
- في 15 مايو/أيار 2014، قُتل مراهقان فلسطينيان، نديم نوارة (17 عاماً) ومحمد أبو ظاهر (16 عاماً)، بالرصاص في نفس الموقع، كل منهما أثناء سيره على مسافة من الاحتجاج، وبحسب التقارير، على يد شرطة الحدود الإسرائيلية، بفارق ساعة واحدة بينهما بعد مظاهرة تضامنية خارج سجن بيتونيا. وفي كلتا الحالتين، تم التقاط الحدث في الوقت الحقيقي عبر الفيديو. ولم يكن أي من الشابين مسلحًا. في البداية، رفضت المصادر الإسرائيلية إطلاق النار الذي ظهر في الفيديوهات، واعتبرته خيالاً قام به فلسطينيون. في نوفمبر/تشرين الثاني، وبعد أن كشف الفحص الجنائي على رصاصة قتلت أحد الضحايا عن مصدرها في معدات إسرائيلية، تم اعتقال أحد ضباط حرس الحدود للإشتباه في استخدامه أسلحة مميتة دون ترخيص فيما يتصل بوفاة نوارة،[31] وتم توجيه الاتهام إليه بارتكاب جريمة القتل غير العمد. وجاء في لائحة الاتهام أن "المتهم استخدم مخزن الرصاص الفارغ حتى لا يُلاحظ إطلاقه النار الحي، على عكس إطلاق الرصاص المطاطي"، وأنه استهدف جذع نوارا "بقصد التسبب في إصابته بجروح خطيرة، مع توقع احتمالية التسبب في وفاته".[32]

### يونيو 2014
نفذت القوات الإسرائيلية 767 عملية مداهمة في الضفة الغربية والقدس الشرقية في الفترة ما بين 1 يونيو/حزيران و31 أغسطس/آب 2014، في أعقاب اختطاف ثلاثة مراهقين إسرائيليين. قُتل سبعة أشخاص خلال مواجهات مع جنود الاحتلال الإسرائيلي أثناء قيامهم بعمليات بحث. وفي الفترة من مايو/أيار إلى يونيو/حزيران بلغ عدد الاشتباكات بين الفلسطينيين والقوات الإسرائيلية 100 اشتباك.
- في 12 يونيو/حزيران 2014، اختطف مسلحان تابعان لحركة حماس من الخليل ثلاثة شبان إسرائيليين ، على ما يبدو. تم إطلاق النار عليه وقتله على الفور تقريبًا. [34] [35]
- في 16 يونيو/حزيران 2014، أطلقت قوات الدفاع الإسرائيلية النار على فلسطيني أثناء محاولته إشعال النار في سياج بلدة يهودية، فأصابته بجروح. [36]

أطلق جيش الاحتلال الإسرائيلي النار على الشاب الفلسطيني أحمد صبارين (أحمد عرفات الحسيني صمداح) (21) في مخيم الجلزون للاجئين خلال غارة ليلية قام خلالها بإلقاء الحجارة. وأصيب اثنان آخران خلال الاشتباكات التي اندلعت احتجاجا على عملية التفتيش.
بتاريخ 20/6/2014، قام مصطفى حسيني طاهر أصلان (23 عاماً) من مخيم قلنديا قضاء القدس بإلقاء قنبلة يدوية على جندي في الحادثة، ما أدى إلى إصابته بجروح طفيفة. تم إطلاق النار عليه من قبل الجنود.
محمد جهاد محمد دودين (15 عاماً) من دورا في الخليل كان بين مجموعة من الشبان الذين رشقوا الحجارة أثناء انسحاب القوات التي كانت تنفذ حملة تفتيش من البلدة في تمام الساعة 05:30 عملية حراسة الإخوة. رد الجنود بإطلاق النار على الشبان الذين رشقوا الحجارة. وصلت قوات الاحتلال إلى البلدة عند الساعة 22:00. طوال الليل، قام مئات الأطفال والمراهقين بإلقاء الحجارة وتم إطلاق النار عليهم بالغاز المسيل للدموع. وظل محمد يراقب من نافذته حتى الساعة 03:30 على الأقل. داهم الجنود عددا من المنازل. بدأ الانسحاب في الساعة 04:45. بدأ العمود الأخير في المغادرة بعد الساعة 05:00 بقليل. وأفادت عائلته أن محمد غادر منزله سراً قبل الفجر. وكان ابن عمه وجاره محمود دودين (21) شاهد عيان، وروى أن جندياً من مؤخرة الجيش استدار فجأة واستهدف المتظاهرين الشباب على بعد 80 متراً، وأطلق 6 رصاصات حية. نادى محمد على ابن عمه لمساعدته بعد أن أصيب. وكانت كلماته الأخيرة: "اعتني بنفسك، اعتني بوالديّ، فأنا أحبهما."
- في يوم 22/6/2014 أصيب أحمد سعيد سعود خالد (27 عاماً) من مخيم عين بيت الماء للاجئين في محافظة نابلس بعدة رصاصات في نابلس. كان خالد يعاني من مرض نفسي وصرع، ولم يتمكن من التوقف عندما طُلب منه التوقف، حيث كان يسير في خط مستقيم مع القوات الإسرائيلية. وقالت عائلته إنه كان في طريقه إلى أداء صلاة الفجر في مسجد عمر بن الخطاب المحلي. أطلق الجنود الذين كانوا يهاجمون المنازل على بعد 10 أمتار من منزله النار عليه من مسافة 30 متراً وأصابته 4 رصاصات في البطن والظهر والفخذ الأيمن والكتف الأيمن.[41]
- في 27 يونيو 2014، قُتل أسامة حسن موسى الحسومي (28 عامًا) من بيت لاهيا، ومحمد محمد رمضان الفصيح (22 عامًا) من مدينة غزة، وكلاهما عضوان في الجناح العسكري للجان المقاومة الشعبية ، في عملية اغتيال استهدفت مخيم الشاطئ للاجئين بصاروخ سلاح الجو الإسرائيلي. وقعت الضربة أثناء سفرهم في السيارة.
- في 29 يونيو 2014، قُتل محمد زايد سالم عبيد (26) من وادي السلقا، في محافظة دير البلح، وهو أحد نشطاء حماس، في غارة صاروخية أطلقتها طائرة بدون طيار تابعة لسلاح الجو الإسرائيلي.[42][43]

### يوليو 2014
وفقًا لجهاز الأمن الداخلي الإسرائيلي (شين بيت)، نفّذ الفلسطينيون في يوليو/تموز 2014 عددًا قياسيًا من الهجمات في الضفة الغربية والقدس الشرقية ضد المستوطنين والقوات الإسرائيلية: ففي 507 حوادث، شملت 90% منها إلقاء قنابل حارقة، مقارنةً بـ 100 حادثة مماثلة في مايو/أيار. ووفقًا لمكتب تنسيق الشؤون الإنسانية (OCHA) ، اندلعت هذه الاشتباكات نتيجةً للقمع الإسرائيلي في الضفة الغربية بعد اختطاف ثلاثة شبان إسرائيليين.
في الأول من يوليو/تموز 2014، قُتل الشاب يوسف أحمد بني جراح (المعروف أيضاً باسم يوسف أبو زاغة)، من مخيم جنين للاجئين، متأثراً بإصابات متعددة في الجزء العلوي من جسده أثناء سيره مع عدد من الشباب الآخرين. وقعت الحادثة أثناء مداهمة اعتقالات، وأطلقت قوات الأمن الإسرائيلية، بملابس رسمية ومدنية، النار. وتزعم مصادر إسرائيلية أنه كان أحد عناصر حماس على وشك إلقاء عبوة ناسفة. 
انطلقت مجموعة مكونة من عدة مئات من اليهود، الذين شاركوا في مظاهرة مع عضو الكنيست مايكل بن آري وإيتامار بن جفير ( الجبهة الوطنية اليهودية )، في أعمال شغب في أنحاء القدس. وهتفت المجموعة بشعارات مثل " الموت للعرب "، "اليهودي أخ، العربي لقيط"، "نريد الحرب"، "محمد مات"، و" كاهانا كان على حق"، وهاجمت خمسة من المارة العرب، اثنان منهم احتاجا إلى علاج طبي. تعرض مطعم ماكدونالدز لهجوم للاشتباه في وجود عرب يعملون فيه. ثلاثة عمال فلسطينيين كانوا يتناولون وجبة العشاء في موقف للسيارات، حاصرهم 100 شاب وهاجموهم حتى تمكنت الشرطة السرية من اعتقال ثلاثة من المهاجمين. 

### أغسطس 2014
- في يوم 1 أغسطس 2014، أصيب تامر فرج محمد قاب (20 عامًا) من دير الغصون ، محافظة طولكرم ، برصاصة في صدره وقتل في طولكرم على يد جنود جيش الدفاع الإسرائيلي خلال مظاهرة احتجاجية ضد عملية الجرف الصامد الإسرائيلية في غزة
- في يوم 1 أغسطس 2014، أصيب عدي نافذ فخري جابر (19 عامًا) من رافات بمحافظة القدس برصاصة في صدره وقتل في صفا على يد شرطة الحدود لإلقائه الحجارة عليهم، خلال مظاهرة ضد عملية الجرف الصامد الإسرائيلية في غزة.
- في 4 أغسطس 2014، أطلق مسلح منفرد على ما يبدو النار على جندي كان يقوم بدورية في جبل المشارف وأصابه بجروح. [46]
- في 4 أغسطس 2014، قاد رجل فلسطيني جرارًا من نوع حفارة خارج موقع بناء، مما أدى إلى إصابة العديد من المشاة ومقتل رجل واحد قبل أن يصطدم الجرار بحافلة عامة. [47]
- في 8 أغسطس 2014، أصيب محمد أحمد يوسف قطري (18 عامًا) من مخيم الأمعري للاجئين برصاصة في صدره وقتل بالقرب من مستوطنة بسجوت على يد جنود إسرائيليين بعد أن ألقى الحجارة خلال احتجاج ضد عملية الجرف الصامد الإسرائيلية في غزة.
- في 8 أغسطس/آب 2014، قُتل نادر محمد سعدي عبد الغني إدريس (42 عاماً) برصاصة في صدره في بلدة صفا برام الله على يد شرطة الحدود خلال احتجاج ضد عملية الجرف الصامد التي شنتها إسرائيل في غزة. توفي في اليوم التالي.
- في يوم 10 أغسطس 2014، أصيب خليل محمد أحمد العناتي (10 أعوام) من مخيم الفوار للاجئين بمحافظة الخليل برصاصة في ظهره مما أدى إلى استشهاده بينما كان ضمن مجموعة من الأولاد الذين كانوا يرشقون سيارة جيب عسكرية بالحجارة.
- في يوم 11 أغسطس 2014، قُتل زكريا موسى داود سعيد (22) من قبلان ، محافظة نابلس في قبلان بعد إصابته بعدة طلقات نارية في الوجه والجسم أطلقها ضباط شرطة الحدود الإسرائيليون المتخفون، خلال تبادل لإطلاق النار بدأ بعد محاولة اعتقاله.
- في 11 أغسطس/آب، ووفقاً لأم من الخليل لديها اثني عشر طفلاً، قام جهاد الأطرش، وهو متسلل يهودي، بإصابة ابنها البالغ من العمر أربع سنوات بارتجاج في المخ، عندما دفعه من شرفة منزلها في نزاع، مما تسبب له في مشاكل في المشي بشكل صحيح. [48]
- في 22 أغسطس 2014، أُطلقت النار على حسن حازم عبد الحميد عاشور (16) من نابلس أثناء مظاهرة ضد عملية الجرف الصامد الإسرائيلية في غزة، على يد قوات جيش الدفاع الإسرائيلي في بيت فوريك ، وتوفي بعد ثلاثة أيام.
- في 31 أغسطس 2014، أصيب محمد عبد الحميد إبراهيم سنقرط (15 عامًا) من وادي الجوز ، القدس الشرقية، برصاصة إسفنجية أطلقها عليه أفراد من الشرطة الإسرائيلية، مما تسبب في جرح قاتل في الرأس، وتوفي في 4 سبتمبر 2014.

### سبتمبر
- في يوم 10 سبتمبر/أيلول 2014، أصيب عيسى خالد عيسى قطري (22 عاماً) من مخيم الأمعري برصاصة في صدره أثناء مشاهدته عملية اعتقال نفذتها قوات الاحتلال الإسرائيلي. تزعم قوات الدفاع الإسرائيلية أنه حاول إلقاء قنبلة أنبوبية عليهم.
- في 16 سبتمبر/أيلول 2014، سقط عامل البناء الإسرائيلي نتانييل أرامي (27) من الطابق الحادي عشر في المبنى الذي كان يعمل فيه، وقام بإغلاق فتحات التهوية باستخدام كابلات متزلج. وأشارت عائلته، وكذلك السياسي الإسرائيلي موشيه فيجلين ، نائب رئيس الكنيست ، وبعض المواقع الإلكترونية، إلى أنه قُتل على يد زملاء عرب في العمل. وأصرت الشرطة في البداية على أن وفاته كانت عرضية. وفي أواخر نوفمبر/تشرين الثاني، اتضح أن جهاز الأمن الداخلي (الشاباك) اعتقل ثلاثة مشتبه بهم للاشتباه في أن الجريمة كانت بدوافع قومية. وقد تم إطلاق سراحهم لاحقا لعدم كفاية الأدلة. ويتعامل التحقيق الآن مع الحادث باعتباره جريمة إرهابية، وقد تم الاعتراف بعائلته كضحايا للإرهاب.[49][50]
- في 23 سبتمبر/أيلول 2014، قُتل مروان القواسمي (29 عاماً) وعامر أبو عيسى (32 عاماً)، وكلاهما من الخليل، المشتبه بهما في قتل ثلاثة شبان إسرائيليين، بالرصاص أثناء تبادلهما إطلاق النار مع قوات جيش الاحتلال الإسرائيلي التي كانت تحاول اعتقالهما.

### أكتوبر 2014
بدأت التوترات في القدس الشرقية بالارتفاع في أواخر أكتوبر/تشرين الأول، حيث ارتفع عدد الفلسطينيين المقدسيين الذين أصيبوا على يد القوات الإسرائيلية منذ الأول من يوليو/تموز إلى 1333 (من بينهم 80 طفلاً)، في حين قُتل أربعة أشخاص بالرصاص. وفي الفترة ذاتها، قُتل ثلاثة إسرائيليين وأصيب 65 آخرون، منهم 33 مدنياً، على أيدي فلسطينيين. وأفادت التقارير بوقوع سبعة عشر حادثة قام فيها فلسطينيون بإلقاء الحجارة على المركبات والحافلات الإسرائيلية في الضفة الغربية والقدس الشرقية، مما أدى إلى إصابة خمسة أشخاص، في حين هدمت السلطات الإسرائيلية 33 مبنى في الضفة الغربية والقدس الشرقية خلال الفترة من 28 أكتوبر/تشرين الأول إلى 4 نوفمبر/تشرين الثاني بسبب عدم وجود تصاريح، مما يرفع العدد الإجمالي لعمليات هدم الممتلكات الفلسطينية هذا العام إلى 552 بحلول 3 نوفمبر/تشرين الثاني 
رد محمود عباس على الإغلاق الأمني للمسجد الأقصى، قائلاً إن "المساس بالأماكن المقدسة للمسلمين والمسيحيين هو خط أحمر"، وأنه "لن يسمح بتجاوز هذا الخط"، وأن الإغلاق كان "إعلان حرب". وقد اعتبرت إسرائيل على نطاق واسع دعوته للفلسطينيين لحماية الحرم القدسي من زيارات اليهود "بأي وسيلة" بمثابة تحريض على العنف. ووصف رئيس الوزراء الإسرائيلي نتنياهو دعوة عباس بأنها جزء من "موجة التحريض التي تقوم بها العناصر الإسلامية المتطرفة ورئيس السلطة الفلسطينية أبو مازن (محمود عباس)".
دعت حركة فتح التي يتزعمها عباس إلى أن يكون يوم الجمعة 31 أكتوبر/تشرين الأول 2014 "يوم غضب" في القدس. لم تكن الاحتجاجات في 31 أكتوبر و1 نوفمبر كبيرة بشكل ملحوظ ولم يكن هناك سوى القليل من العنف.

### نوفمبر 2014
قد أعقبت الزيارة التي قام بها موشيه فيجلين إلى الحرم القدسي الشريف في الثاني من نوفمبر/تشرين الثاني أسابيع من الاضطرابات والتوتر الشديد، بعد أن دعا رئيس الوزراء نتنياهو إلى ضبط النفس، وحذرت الأردن من أن محاولات تغيير الوضع الراهن للحرم الشريف من شأنها أن تعرض اتفاقية السلام الأردنية الإسرائيلية للخطر.
خلال الأسابيع الثلاثة الأولى من الشهر، اعتقلت الشرطة والجنود الإسرائيليون نحو 380 فلسطينياً، بالإضافة إلى أكثر من 5000 في السجن، و200 آخرين في " الاعتقال الإداري ". وفي الفترة من 4 إلى 10 نوفمبر/تشرين الثاني، قُتل أربعة إسرائيليين وجُرح 23 آخرون على يد فلسطينيين، وفي القدس الشرقية، جُرح 328 فلسطينياً في اشتباكات مع الشرطة الإسرائيلية. هدمت السلطات الإسرائيلية أو صادرت 26 مبنى فلسطينيا في القدس الشرقية والمنطقة (ج) من الضفة الغربية بسبب عدم وجود تصاريح، مما تسبب في نزوح 90 شخصا. وفي الفترة من 22 أكتوبر/تشرين الأول إلى 10 نوفمبر/تشرين الثاني، تم هدم 22 منزلاً في القدس الشرقية وحدها.
وحضر جنازة الرموني الآلاف. وفي خيمة العزاء في جبل المكبر، بحسب مصدر في موقع يديعوت أحرونوت، تم رفض فكرة انتحاره من قبل الجميع؛ حيث ادعى السكان المحليون أن أولئك الذين يشعرون بالجنون يذهبون دائمًا إلى المسجد، وينحنون برؤوسهم إلى الأرض، ويفرغون جنونهم من خلال " التأريض "، وهي استعارة يستخدمها السكان المحليون، الذين يعملون في مجال الكهرباء في معظم أنحاء القدس. وزعموا أن الناس هناك لا ينتحرون. واتهمت وزارة الخارجية الفلسطينية الشرطة الإسرائيلية بـ"محاولة إخفاء الجريمة البشعة" من خلال الادعاء بأنها انتحار. ومع انتشار الشائعات حول جريمة القتل المزعومة، اندلعت أعمال شغب صغيرة في ليلة 16 نوفمبر/تشرين الثاني، في عدد من مواقع القدس، بما في ذلك الطور ، والعيساوية ، وأبو ديس، ورأس العامود. في 17 نوفمبر/تشرين الثاني 2014، تعرضت مركبات إسرائيلية للرشق بالحجارة في عدة مواقع في القدس. أصيب سائق واحد بجروح طفيفة. 
- في 18 نوفمبر/تشرين الثاني، أثناء صلاة الصباح، دخل رجلان فلسطينيان إلى كنيس في حي هار نوف في القدس، وأطلقا النار على المصلين وهاجموهم بالفؤوس. وأسفر الهجوم عن مقتل أربعة حاخامات (ثلاثة منهم مواطنون أميركيون)، وإصابة ثمانية أشخاص آخرين، أربعة منهم في حالة خطيرة. وصل اثنان من رجال الشرطة إلى مكان الحادث وتبادلوا إطلاق النار مع القتلة، مما أدى إلى مقتلهما. وقُتل في تبادل إطلاق النار ضابط الشرطة الدرزي زيدان سيف، وأصيب آخر. وكان المهاجمان من القدس الشرقية.[70] ورحبت حماس وفتح بالهجوم، [71][72] زاعمتين أنه كان رداً على مقتل يوسف الرموني، سائق الحافلة الفلسطيني. [73]
- في 20 نوفمبر أصيب 53 فلسطينيًا في اشتباكات مع القوات الإسرائيلية في العيزرية، بما في ذلك 3 بالرصاص الحي.[74]
- وفي ليلة 20-21 نوفمبر/تشرين الثاني 2014، تم الإبلاغ عن موجة من جرائم الكراهية ضد الفلسطينيين، شملت ستة حوادث منفصلة، في مختلف أنحاء إسرائيل والقدس.
- في 21 نوفمبر/تشرين الثاني 2014، تعرض أحمد يعقوب الغول للضرب حتى فقد وعيه، على يد ثلاثة مستوطنين إسرائيليين، باستخدام قضبان حديدية وأحزمة، بالقرب من باب العامود في القدس.[75]

أطلقت قوات الاحتلال الإسرائيلي النار على المتظاهرين الفلسطينيين الذين خرجوا في مظاهرات في أنحاء الضفة الغربية، عند حاجز قلنديا ، وفي البيرة قرب رام الله ، وفي كفر قدوم ، والمعصرة ، ومخيم الجلزون للاجئين ، وعايدة ، وقرى أخرى، مما أدى إلى إصابة العشرات.
وفي وقت لاحق، دهست سيارة مستوطن يهودي، المواطنة الفلسطينية سوزان الكرد (29 عاماً)، أثناء توجهها للصلاة قرب مخيم شعفاط في القدس الشرقية. وقيل إن السيارة تسارعت أثناء عبورها الطريق، ثم انطلقت مسرعة بعد اصطدامها بها. 
اندلعت مساء اليوم مواجهات بين مستوطنين يهود وفلسطينيين في بلدة الطور ، ما أدى إلى إصابة إسرائيليين اثنين بجروح طفيفة. وزعم الإسرائيليون أن طالبين من طلاب المدرسة الدينية اليهودية بالقرب من معهد بيت أوروت على جبل الزيتون تعرضا لهجوم من قبل شبان فلسطينيين يحملون الحجارة والقضبان المعدنية ونباتات مرصعة بالمسامير، وأنهما أصيبا بجروح متوسطة. وفي الروايات الفلسطينية كان هناك ثلاثة "مستوطنين" إسرائيليين كانوا يقودون سيارتهم عبر قرية الطور ، ثم أوقفوها فجأة ونزلوا منها و"استفزوا" السكان. 

### 22 نوفمبر
- تعرض منزل عائلة الأرملة هدى كميل وأطفالها السبعة في خربة أبو فلاح لإلقاء قنابل حارقة على يد مهاجمين يُعتقد أنهم يهود. في مارس/آذار 2015، ألقي القبض على مائير إيتينجر في المنطقة الصناعية "شاعر بنيامين" للاشتباه في تورطه في الحريق العمد، ولكن تم الإفراج عنه لاحقا لعدم وجود معلومات، وليس معلومات استخباراتية. وقد صدر بحقه أمر إداري يمنعه من دخول الضفة الغربية. تم تذكر الحادثة عندما ظهر اسم نفس المستوطن في اتصال مع حدث مماثل، هذه المرة مميت، وهو هجوم حرق قرية دوما في يوليو 2015. [80]
- سائق حافلة متدين ، هزي فيرديجر من بني براك ، تعرض لضربة في أنفه في محطة حافلات مجيدو من قبل شاب عربي. [81] كما تم نقل صيدلي فلسطيني إلى المستشفى بعد إصابته في ساقه بقنبلة صوتية إسرائيلية. [82]
- في 23 نوفمبر/تشرين الثاني 2014، قُتل فضل محمد حلاوة، وهو فلسطيني يبلغ من العمر 32 عاماً، في حادث على الحدود بين إسرائيل وغزة. وكانت هذه المحاولة الثانية لعبور الحدود هذا الصباح في تلك المنطقة. وأفاد متحدث باسم الجيش الإسرائيلي أن الجنود رصدوا رجالاً يقتربون من الحدود. وطلب منهم التوقف، وأخرج الأصفاد لإجراء الاعتقالات، وأطلق طلقات تحذيرية عندما اقترب المتسللون، وأطلق النار في النهاية على الأرجل. تمكن أحد المتسللين من الفرار، بينما سقط الآخر وتم نقله في سيارة إسعاف. وأفادت مصادر فلسطينية أنه توفي في إحدى المستشفيات بغزة. وبحسب عائلة حلاوة، فإن الرجل كان يبحث عن الطيور المغردة التي تعشش في الأشجار القريبة من الحدود، في الأراضي الزراعية التي يملكها، والتي تتمتع بأسعار مرتفعة في أسواق غزة. [83] [84] [85]
  - تم إيقاف موكب رامي الحمد الله ، رئيس الوزراء الفلسطيني، بسبب السرعة الزائدة بالقرب من مستوطنة إيلي . [86]
- في 24 نوفمبر 2014، هاجم ثلاثة شبان إسرائيليين شابًا فلسطينيًا يبلغ من العمر 18 عامًا من رأس العامود ؛ وتلقى الفلسطيني العلاج من جروح في بطنه وقدميه. [87]

وتعرض رجل يهودي (45 عاما) للطعن في بطنه، وقال إن العرب هم المسؤولون. تم الإبلاغ عن الحادث، الذي وقع بالقرب من البلدة القديمة في القدس، في البداية باعتباره شجارًا عندما هاجم عدد من الفلسطينيين ثلاثة طلاب من المدرسة الدينية اليهودية. وتوصلت الشرطة في وقت لاحق إلى أن اليهوديين المصابين تعرضا لكمين نصبه أربعة شبان فلسطينيين.   
ادعى شاب فلسطيني يدعى محمود عبيد (19 عاماً) أنه تعرض لاعتداء من قبل خمسة إسرائيليين مسلحين بقضبان وسكاكين، عندما خرجوا من سيارة توقفت لتطلب منه ولاعة، بالقرب من التلة الفرنسية في القدس الشرقية. تم علاجه من إصابات في ساقه لكنه تمكن من الفرار. 
وذكرت التقارير أن سائقًا يهوديًا قاد سيارته نحو الشاب الفلسطيني الإسرائيلي خليل الكسواني في حي روميما [الإنجليزية] في القدس، ووفقًا لوالد الصبي، فقد دهس قدمه. وقد شخص مركز هداسا الطبي إصابته بكسر في قدمه. 
- في 25 نوفمبر 2014، دهست حافلة إسرائيلية فلسطينيين اثنين على حاجز الجلمة في جنين ، مما أدى إلى مقتل أحدهما، نور حسن نعيم سليم (22 عاماً)، وإصابة علاء كايد سليم (20 عاماً)، وكلاهما من نابلس. ألقت الشرطة القبض على سائق الحافلة. [93]
- في 25 نوفمبر 2014، أصيب شاب فلسطيني برصاصة مطاطية في رأسه، وأصيب بجروح تتراوح بين المتوسطة والخطيرة، وكسر في الجمجمة، عندما أصيب برصاصة مطاطية أطلقها جندي إسرائيلي في الطور، القدس . [94]
- في 28 نوفمبر/تشرين الثاني 2014، أطلقت الشرطة الإسرائيلية النار بمزيج من الرصاص المطاطي والذخيرة الحية على مظاهرة أسبوعية نظمت ضد إغلاق الطريق الوحيد الذي يربط القرية بالمدن الخارجية، شارك فيها 400 شخص في قرية كفر قدوم ، مما أدى إلى إصابة ناشط التضامن الإيطالي باتريك كورسي (30). وأصيب أيضا 11 فلسطينيا. وبحسب ما ورد كان كورسي يرتدي سترة صفراء عالية الوضوح عندما أطلق عليه الرصاص في صدره من مسافة حوالي 40 مترًا: وتم إعلان حالته، التي كانت حرجة في البداية، مستقرة بعد تعافيه في مستشفى رافيديا. كما أصيب أحد الجرحى الفلسطينيين، سامي جمعة (18 عاماً)، برصاصة حية في صدره.[95][96][97] وكان رد فعل جيش الدفاع الإسرائيلي هو أنه أطلق النار على رجال ملثمين كانوا يرشقونهم بالحجارة.[98] ويقول كورسي، الذي يقول الأطباء إنه محظوظ لأنه نجا، إنه أصيب برصاصة قناص بينما كان يحمل العلم الفلسطيني، وإنه موجود هناك للمساعدة في قطف الزيتون. يقول أنه لم يرمي الحجارة في حياته قط. [99]
- في 29 نوفمبر 2014، أصيب فلسطيني يبلغ من العمر ستة عشر عامًا من غزة برصاص حرس الحدود الإسرائيلي في قدمه بعد أن أطلقوا النار على مجموعة من ثلاثة رجال شرق جباليا ، والذين فشلوا على ما يبدو في تحديد هويتهم كما طُلب منهم.[100][101]
- في 30 نوفمبر/تشرين الثاني 2014، وردت أنباء عن تعرض مجدي ماجد نجيب (26 عاماً) للضرب على يد خمسة إسرائيليين في محطة قطار خفيف في القدس الشرقية أثناء شرائه تذكرة للذهاب إلى العمل في القدس الغربية. وزعم ضحية الاعتداء المزعوم، الذي تم نقله إلى المستشفى لاحقًا، أن الضرب حدث دون تدخل حراس الأمن القريبين.[102]

### ديسمبر 2014
في يوم 1 ديسمبر 2014، أصيب جوش لوريش (31) من مستوطنة محانيه ياتير بالضفة الغربية، بجرح طفيف في كتفه بعد أن ضربته امرأة فلسطينية تدعى أمل طقاطقة من قرية بيت فجار على مؤخرة رقبته بسكين بالقرب من مفترق غوش عتصيون. وفي وقت سابق من هذا العام، في 25 يوليو/تموز، قُتل صبي يحمل نفس الاسم من بيت فجار، نصري طقاطقة (14 عامًا)، خلال اشتباكات بين القرويين وقوات الدفاع الإسرائيلية.  وكانت المرأة قد حاولت طعن جندي عند نفس المفترق قبل ثلاث سنوات، بحسب عائلتها، وهي تعاني من مرض نفسي، وهي تابعة لحركة فتح. أطلقت قوات جيش الدفاع الإسرائيلي النار على المهاجمة الفلسطينية أربع مرات من مسافة عشرين متراً بعد أن ابتعدت عنها.
رشق فلسطينيون حافلة إسرائيلية بالحجارة على الطريق رقم 60 بين عوفرا وشيلو، ولم يصب أحد بأذى. ألقى فلسطينيون قنبلتين حارقتين في الفناء الخلفي لمنزل في بيت إيل.
- في الثاني من كانون الأول/ديسمبر، قام المستوطنون بقطع 50 شجرة زيتون مزروعة حديثاً على أرض فلسطينية شرقي عقربا.[110]
- على مدار الأسبوع من 2 إلى 8 ديسمبر/كانون الأول، تم الإبلاغ عن 13 حادثة تضمنت هجمات فلسطينية على مستوطنين إسرائيليين، أصيب فيها 4 إسرائيليين وتم تسجيل 9 حالات من الأضرار بالممتلكات.
- في 3 كانون الأول/ديسمبر 2014، طعن مراهق فلسطيني (16 عاماً) من العيزرية اثنين من المتسوقين الإسرائيليين في سوبر ماركت رامي ليفي في المنطقة الصناعية ميشور أدوميم في الضفة الغربية، مما أدى إلى إصابة اثنين منهم بجروح متوسطة. أطلق حارس أمن خارج الخدمة من مكتب رئيس الوزراء، والذي شهد عملية الطعن، النار على المهاجم الفلسطيني في ساقه. حاول المراهق الجريح الفرار، لكن عددًا من الزبائن تمكنوا من الإمساك به حتى وصلت الشرطة.[111]

أصيب 85 فلسطينياً، 33 منهم برصاص مطاطي، في مخيم شعفاط عندما اشتبكت القوات الإسرائيلية مع فلسطينيين يحتجون على هدم مبنى في المنطقة.
- وفي السابع من كانون الأول/ديسمبر، أفادت التقارير أن اثنين من الموظفين الفلسطينيين في محطة وقود في القدس الغربية تعرضا للضرب على يد مجموعة من الإسرائيليين.
- في 5 كانون الأول/ديسمبر، أطلقت القوات الإسرائيلية النار على فلسطينيين يبلغان من العمر 19 و25 عاماً عندما كانا على بعد 100 متر من سياج الحدود بين غزة وإسرائيل، شرق جباليا .
- 8 كانون الأول/ديسمبر تعرض الطفل معاذ نوح الرجبي (12 عاماً) للطعن في فخذه وكتفه على يد مستوطنين إسرائيليين اعتدوا عليه بالقرب من مسكن العائلة، وهو كهف في بني نعيم قرب الخليل. [112] [113]
- وفي 9 كانون الأول/ديسمبر، تضرر الزجاج الأمامي لسيارة مستوطن بالقرب من قرية سنجل عندما ألقى فلسطيني حجراً على السيارة.
- في 10 ديسمبر/كانون الأول 2014، توفي وزير في الحكومة الفلسطينية، زياد أبو عين ، [114] نتيجة إصابته بنوبة قلبية بعد اشتباك مع جنود إسرائيليين خلال احتجاج سلمي مناهض للاستيطان الإسرائيلي شارك فيه قرويون من قرى قريوت ، وترمسعيا ، وجالود ، والمغير بالقرب من بؤرة عدي عاد الاستيطانية في الضفة الغربية. وكان أحد رجال شرطة الحدود قد أمسكه من حلقه في وقت سابق. [115] [116]

وورد أن إسرائيل استخدمت زجاجة حارقة لإشعال النار في مصنع فلسطيني في قرية بيتا قرب نابلس، مما تسبب في أضرار تقدر بنحو 250 ألف شيكل لأصحاب المصنع.
- في 12 ديسمبر 2014، قام فلسطيني يدعى جمال عبد المجيد غياثة (45 عامًا) من نحالين برش مادة حمضية من خلال نافذة سيارة على عائلة مستوطنين في الضفة الغربية، بما في ذلك عائلة مكونة من خمسة أفراد وثلاث فتيات صغيرات، عند نقطة تفتيش في الضفة الغربية بين قرية حوسان الفلسطينية ومستوطنة بيتار عيليت.[117][118]
- في 16 كانون الأول/ديسمبر 2014، هاجم فلسطيني من القدس الشرقية مقيماً يهودياً في ياد بنيامين بغاز الفلفل. وكان الفلسطيني ضمن عصابة لصوص وبعد أن تم رصده والاقتراب منه هاجمهم. يرتدي الطاقم الكيباه حتى يمكن الخلط بينهم وبين الإسرائيليين. [119] [120]
- في 16 كانون الأول/ديسمبر 2014، قُتل محمود عبدالله (20 عاماً) برصاصة في الرأس أطلقها جنود الاحتلال الإسرائيلي خلال مداهمة لاعتقال أشخاص في مخيم قلنديا للاجئين قرب رام الله . وجاء الرد بإطلاق النار الحي عندما قام سكان المخيم بإلقاء الحجارة والعبوات الناسفة. [121] وتشير المصادر الفلسطينية إلى أن عبد الله تعرض لإطلاق النار أثناء وقوفه على سطح منزل عائلته.[122] وتذكر المصادر الإسرائيلية أنه قُتل بالرصاص بعد أن ألقى عليهم عبوة ناسفة. [123]
- في 18 ديسمبر/كانون الأول، أطلق جنود الاحتلال النار على أحمد جميل شرقاوي (22 عاماً) أثناء مداهمة منزل نور أبو حاشية، الذي قتل إسرائيلياً في تل أبيب في نوفمبر/تشرين الثاني. وقعت الحادثة في مخيم عسكر للاجئين قرب نابلس . لقد أصيب في يده واحتاج إلى دخول المستشفى. [124]
- في يوم 19 ديسمبر، أصيب 9 فلسطينيين، أحدهم أصيب بكسر في ذراعه أثناء اعتقاله، عندما تدخل جنود الاحتلال الإسرائيلي بإطلاق الرصاص المطاطي وقنابل الغاز المسيل للدموع على المتظاهرين الذين كانوا يحاولون غرس الأشجار وإقامة نصب تذكاري لزياد أبو عين في ترمسعيا . [125]

أطلق جنود الاحتلال الإسرائيلي النار على الشاب بلال فتحي جمعة (25 عاماً) في ساقه اليمنى، خلال مسيرة احتجاجية لأهالي قرية كفر قدوم في محافظة قلقيلية . ويتظاهر سكان القرية أسبوعيا منذ ثلاث سنوات احتجاجا على إغلاق إسرائيل لمدخل قريتهم منذ عام 2000. 
أطلقت القوات الإسرائيلية النار على ستة فلسطينيين وأصابتهم في أطرافهم السفلية أثناء مشاركتهم في احتجاج بالقرب من مقبرة الشهداء، القريبة من الحدود بين غزة وإسرائيل. 
في 24 كانون الأول/ديسمبر، أصيب جندي إسرائيلي بجروح خطيرة بنيران قناص أثناء قيامه بدورية حراسة للإنشاءات بالقرب من كيسوفيم بالقرب من الحدود الجنوبية لقطاع غزة. وفي السياق ذاته، استشهد تيسير السميري (33 عاماً) قائد وحدة الرصد التابعة لكتائب القسام الجناح العسكري لحركة حماس برصاص قوات الاحتلال الإسرائيلي في منطقة القرارة شرق خانيونس . وأصيب فلسطينيان آخران.   
أصيب الطفل محمد جمال عبيد (5 سنوات) برصاصة في وجهه أطلقها جنود الاحتلال الإسرائيلي، إما عندما خرج من حافلة مدرسته عائداً إلى منزله مع شقيقته، أو عندما كان يقف خارج منزله. أصابته رصاصة مطاطية تحت عينه. وقعت الحادثة في قرية العيساوية الفلسطينية في القدس الشرقية ، حيث اندلعت اشتباكات بين الشرطة الإسرائيلية وشبان قيل إنهم رشقوا السيارات بالحجارة على الطريق المؤدي إلى مستوطنة معاليه أدوميم في الضفة الغربية. تراجعت الشرطة لاحقًا عن بيان سابق يفيد بأنها لم تستخدم أسلحة تفريق الشغب في مكان قريب.  
أصيب فلسطينيان، شهاب نصاصرة (16 عاماً)، وأحمد مليطات (15 عاماً)، برصاص حي خلال مواجهات مع قوات الاحتلال الإسرائيلي قرب مستوطنة إيتمار الإسرائيلية. 
- في 25 كانون الأول/ديسمبر، أصيب إسرائيليان بجروح بعد إلقاء زجاجة حارقة على سيارتهما أثناء عودتهما إلى منزلهما في بؤرة إل ماتان [الإنجليزية] الاستيطانية غير القانونية بالقرب من مستوطنة معاليه شمرون في الضفة الغربية وبالقرب من قرية عزون الفلسطينية. تمكن الاثنان من الفرار من السيارة المحترقة، لكن أيالا شابيرا (11 عامًا) أصيبت بحروق خطيرة من الدرجة الثالثة في معظم أنحاء جسدها، بينما أصيب والدها بجروح طفيفة.   تم العثور على رجلين على صلة بالحادثة بين 12 رجلاً تم القبض عليهم بالقرب من قلقيلية. 
- في 26 كانون الأول/ديسمبر، أصيب اثنان من أفراد شرطة الحدود الإسرائيلية بجروح طفيفة في هجوم طعن نفذه فلسطيني في الحي القديم بالقدس الشرقية. لقد هرب المشتبه به.  

أطلق جيش الاحتلال الاسرائيلي، بعد أن أمرهم بالتوقف وأطلق طلقات تحذيرية في الهواء، طلقات غير قاتلة على أرجل فلسطينيين اثنين من غزة كانا يحاولان تسلق سياج الحاجز، ما أدى إلى إصابة أحدهما. تم احتجاز كلاهما للاستجواب.  
أصيب 4 فلسطينيين بجروح عندما أطلقت قوات الاحتلال الإسرائيلي النار برصاص مطاطي على مجموعتين منفصلتين من المتظاهرين. وأصيبت امرأتان تبلغان من العمر 48 و72 عاماً بالرصاص في قرية فرعون قرب طولكرم ، في منطقة خاضعة لسيطرة فلسطينية كاملة، عندما دخلت قوة إسرائيلية القرية؛ كما أصيب شابان بالرصاص في بيت أمر ، أحدهما في الرأس. وذكرت قوات الدفاع الإسرائيلية أن هذه الإجراءات جاءت رداً على إلقاء الحجارة. 
- 27 كانون الأول/ديسمبر تم إلقاء زجاجة حارقة عبر شرفة شقة في حي أرمون هنتسيف في القدس، مما تسبب في أضرار للممتلكات. 
- 28 كانون الأول/ديسمبر دهست مركبة مستوطن الطفل حمادة علي عايش قريش البالغ من العمر 7 سنوات من قرية زيف أثناء عبوره الطريق جنوب الخليل.

أصيب ثلاثة فلسطينيين من غزة بنيران إسرائيلية أثناء مشاركتهم في مظاهرة احتجاجية على حصار قطاع غزة وانعدام إعادة الإعمار، بالقرب من معبر إيريز الحدودي.
وأفاد رئيس بلدية يطا موسى مخامرة أن مستوطناً إسرائيلياً من الكرمل أضرم النار في منزل المواطن محمود محمد جابر العدرا في قرية الديرات بالضفة الغربية بإلقاء زجاجات حارقة داخل المنزل، بعد أن خط على الجدران شعارات مثل "الموت للعرب" و"ارحلوا باحترام". 
في يوم 31 كانون الأول/ديسمبر، صدمت سيارة يقودها مستوطن إسرائيلي الطفل الفلسطيني أمير ماجد أحمد سليمان (10 سنوات) على الطريق الرئيسي في قرية تقوع ، جنوب بيت لحم. وفرّ المستوطن رغم تواجد قوات الاحتلال على حاجز على الطريق. 